# Kongenitale Onychodysplasie
Die Kongenitale Onychodysplasie oder Iso-Kikuchi-Syndrom ist eine seltene weitgehend auf Japaner begrenzte Erkrankung mit hauptsächlichem Befall der Fingernägel.
Synonyme sind: englisch Congenital Onychodysplasia of the Index Finger; COIF; COIF-Syndrom
Die Bezeichnung bezieht sich auf die Autoren der Erstbeschreibungen durch R. Iso 1969 und Ichiro Kikuchi 1976.

## Verbreitung
Die Häufigkeit wird mit 4,2 Erkrankungen auf 100.000 Lebendgeburten angegeben und ist weitgehend auf Japaner beschränkt.
Die Vererbung erfolgt autosomal-rezessiv.

## Ursache
Der Erkrankung liegen Mutationen im Chromosom 17 am Genort p13 zugrunde.

## Klinische Erscheinungen
Typische Krankheitssymptome sind Längsstreifen, Ausdünnung und gestörte Formung der Fingernägel mit freiliegenden Nagelrändern. In der proximalen Nagelplatte findet sich bei der Hälfte der Patienten eine rötliche Vorwölbung. Der Zeigefinger ist immer, meistens sind alle Finger- und Zehennägel betroffen.
Über eine Assoziation mit der diskoiden Form des Lupus erythematodes wurde berichtet
Diagnostische Kriterien sind:
- Auftreten bei oder kurz nach Geburt
- Ein- oder beidseitiger Befall des Zeigefingers
- Variables Aussehen der Fingernägel
- Familiäre Belastung  (nicht immer)
- Häufig zusätzliche knöcherne Veränderungen

## Differentialdiagnose
Abzugrenzen ist die Ektodermale Dysplasie aufgrund des Fehlens von Alopezie und palmoplantarem Keratoderma sowie der normalen Zahnentwicklung.